# Ролибол

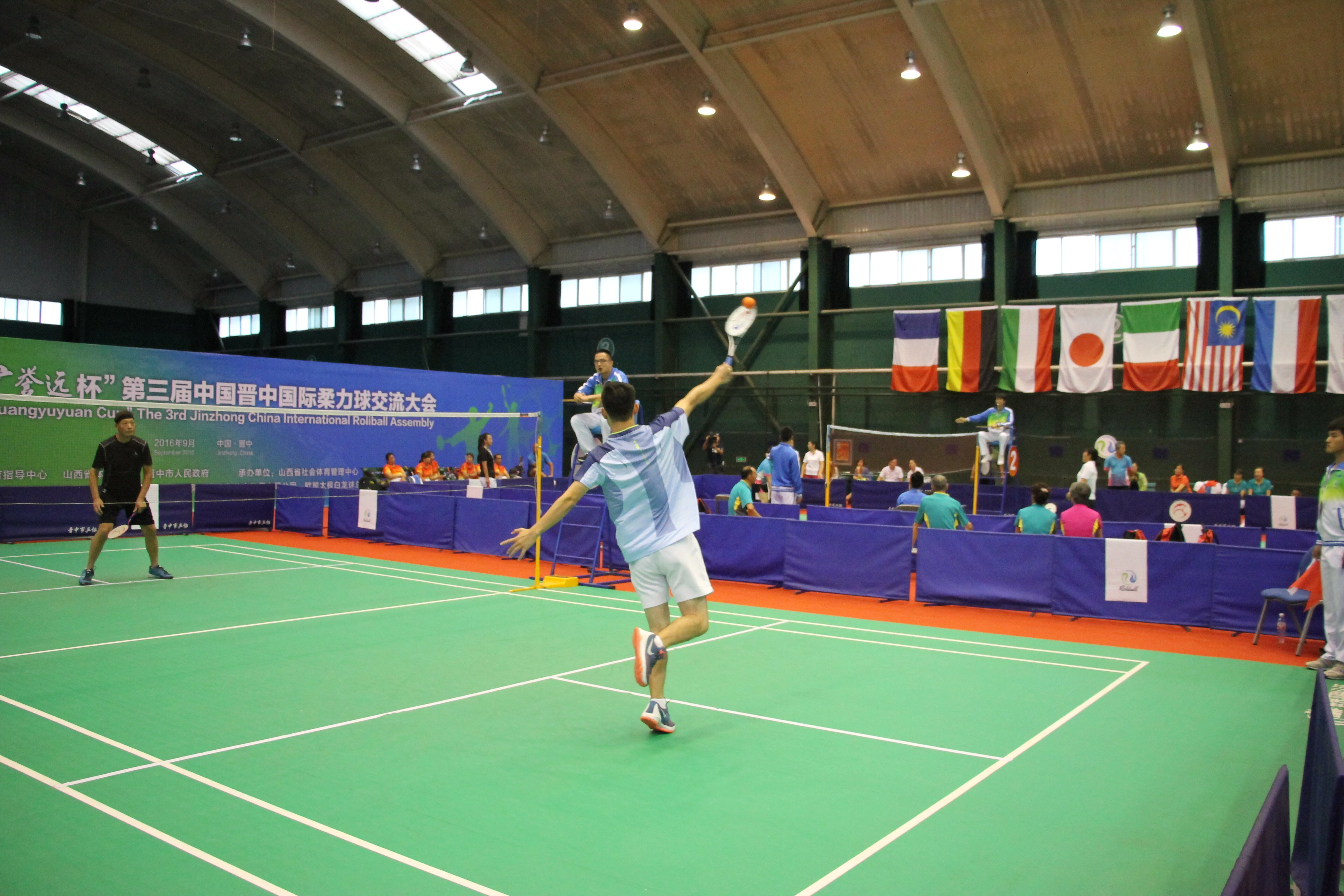
Ролибол. Мужская одиночная игра

Ролибол (кит. трад. 柔 — мягкий, 力 — сила, 球 — мяч, пиньинь: rouliqiu; англ. roliball, от собст. Roliball) — вид спорта с ракеткой и мячом, который включает в себя два направления: показательные выступления под музыку (фристайл) и соревновательные игры через сетку. В качестве инвентаря используется ракетка с силиконовой мембраной и резиновый мяч, частично наполненный песком.

## Общие характеристики
Ролибол базируется на принципах тайцзицюань, а следовательно, имеет широкий оздоровительный эффект: мягкое воздействие на дыхательную и сердечно-сосудистую системы, восстановление подвижности суставов и повышение эластичности связок и сухожилий, разгрузка и вытяжка позвоночника, усиление кровотока в органах малого таза. Отсутствие жестких приемов снижает травматизм и позволяет заниматься ролиболом в том числе спортсменам в возрасте и с ослабленными физическими возможностями.

Игра с партнером через сетку носит название «мультиплей» и отличается от других игровых видов спорта (бадминтон, теннис) отсутствием ударной техники и разнообразием приемов (около 30 видов). В ролиболе передача мяча через сетку в зону противника осуществляется в три этапа: первый — присоединение ракетки к мячу по касательной сверху, второй — проведение мяча по круговой траектории — в этот момент происходит изменение направления движения мяча, и третий — передача мяча в зону противника. Вылет мяча с ракетки по направлению в зону противника происходит не за счет приложения силы или толчка рукой, а за счет силы инерции при остановке движения ракетки или вращательного движения корпуса спортсмена, осуществляющего передачу мяча. В этой технике и заключается «мягкая сила» ролибола.

В дисциплине фристайл спортсмен демонстрирует мастерство удержания мяча на ракетке, выполняя стандартные и произвольные комплексы в свободном стиле под музыку.

## История возникновения[1]
Ролибол зародился в 1991 году в Китае, провинция Шаньси, город Цзиньчжу́н. И первоначально развивался как метод реабилитации травмированных спортсменов. Изобрел новый реабилитационный метод профессор физической культуры и спорта Бай Жун (англ. Bai Rong).

С момента своего основания и до середины 2000-х годов ролибол развивался преимущественно в Китае. В этот период были разработаны базовые комплексы упражнений с ракеткой и мячом и методология процесса обучения.

Развитию ролибола в других странах способствовало создание в Германии в 2005 году Европейской ассоциации ТВВА одним из учеников профессора Сяофей Суи (англ. Xiaofei Sui). Основным направлением деятельности ассоциации является развитие спорта в странах Европы, подготовка тренерского состава, проведение ежегодных курсов повышения квалификации, проведение соревнований.

## Правила

### Мультиплей
Игровая дисциплина мультиплей имеет 2 подвида — competition и cooperative.

Competition — соревновательная игра.

Существует несколько игровых дисциплин, в которых соперничают либо два игрока («одиночная игра»), либо две команды, состоящие из двух игроков («парная игра»), микст (смешанные парные команды из игроков обоих полов), и командная игра (по 4 спортсмена в каждой команде: 2 мужчин и 2 женщины).

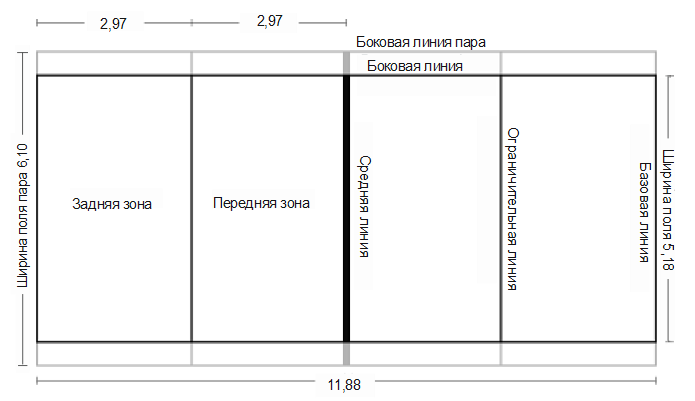
Площадка для ролибола

Игры проводятся на прямоугольной площадке, разделенной на две равные половины. Посередине площадки натянута сетка на высоте 1,75 м. Размеры площадки для одиночной игры — 11,88 на 5,18 метров. Для парной игры размеры площадки 11,88 на 6,10 метров. Каждая сторона площадки посередине разделена ограничительной линией на переднюю и заднюю зоны. 

В процессе розыгрышей игроки стараются забить мяч на половину площадки соперника и не дать ему упасть на собственном поле. Каждая партия ведется до 15 очков, набранных одной из сторон; при счете 14:14 игра продолжается до преимущества одной из сторон в 2 очка либо до 21 (сторона, первой набравшая 21 очков, выигрывает). За каждый выигранный розыгрыш мяча игроку присуждается одно очко. 

Для победы в матче одному из игроков нужно победить в двух партиях. При счете 1:1 по партиям третья партия играется до 10 очков. После каждой партии соперники меняются сторонами площадки.

Каждый из спортсменов подает по 2 подачи подряд. Подача выполняется из задней зоны. Мяч может быть подан в переднюю, так и в заднюю зону соперника. Во время подачи мяч набрасывается одной рукой на ракетку. Другая рука с ракеткой встречает мяч и направляет его по круговой траектории над сеткой на сторону соперника.

Запрещены подачи и приемы с броском, захватом, удержанием мяча на ракетке, а также удары и шлепки по мячу. Все приемы выполняются по касательной траектории к мячу, при этом ракетка с мячом должна выполнить непрерывное движение и может описать не более круга 360º. При нарушении техники исполнения приема игра останавливается и очко присуждается сопернику вне зависимости от того, на чьей стороне упал мяч.

Заступ на ограничительную линию во время подачи считается нарушением, в этом случае очко присуждается сопернику подающего.
Касания мячом тела спортсмена, а также касание ракеткой пола или сетки при выполнении приема считается ошибкой, и очко присуждается сопернику.

Атакующие приемы (мяч после отрыва от ракетки летит по нисходящей траектории) разрешены только из задней зоны. 

В парных играх разрешается делать не более одной передачи партнеру по команде, после чего мяч должен быть направлен на сторону площадки соперника. При этом столкновение ракеток партнеров во время розыгрыша считается ошибкой. 

В парной игре каждый игрок выполняет по одной подаче со стороны каждой команды. Переход подачи другой команде осуществляется после каждого розыгрыша мяча. За 4 розыгрыша каждый игрок на площадке должен выполнить подачу по одному разу.

Cooperative — партнерская игра.

Соревновательная игра, где игроки по разные стороны сетки — партнеры, а не соперники. Цель игры — за 2 минуты продемонстрировать владение наибольшим количеством видов приемов (из 30-ти существующих), показав при этом чистейшую технику их исполнения и наибольшее количество передач партнеру. Количество очков, набранных парой, подсчитывается по определенной формуле и сравнивается с количеством очков других пар. Победитель — команда, набравшая наибольшее количество очков, а значит, владеющая и чисто технически выполняющая большее количество приемов мультиплей.

### Фристайл
Дисциплина фристайл («свободный стиль») заключается в выполнении под музыку движений различной степени сложности с ракеткой и мячом. Существует классификация сложности элементов по группам А, В, С, D. В процессе выступления спортсмен должен удерживать мяч на ракетке. Выступление оценивается по 100-бальной системе. Подразделение идет по количеству выступающих, по количеству инвентаря и по стилю выступления.

Фристайл может выполняться в номинациях: соло, дуэт или группа (8-12 человек).

Также выделяются следующие направления выступлений: стандартные комплексы, свободный стиль и комплексы тайцзи (тайцзи таолу).

Стандартные комплексы — выполняются только группой спортсменов. Комплексы постоянно обновляются и пополняются. Утверждает их Ассоциация этого вида спорта в Китае.

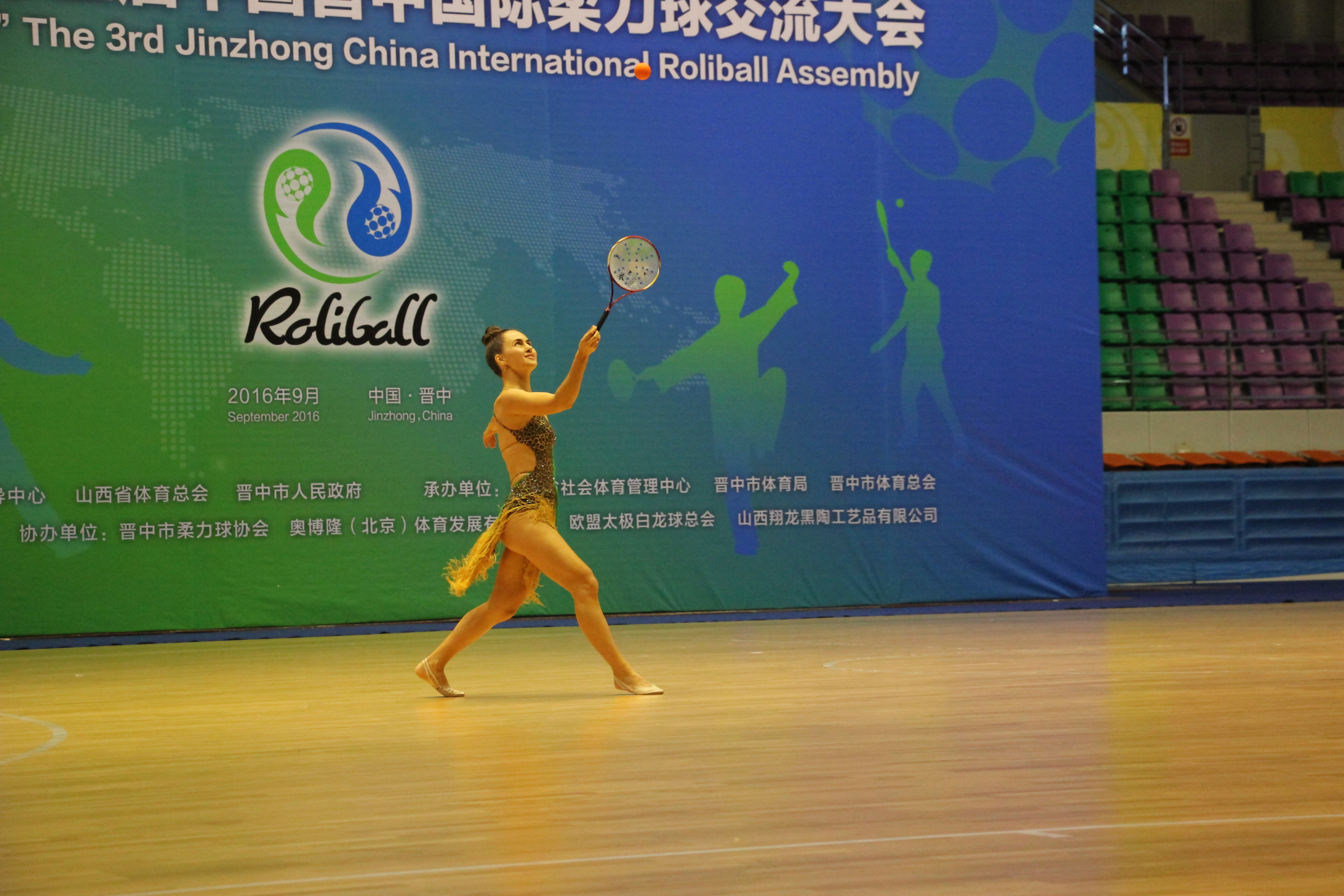
Выступление фристайл (соло)

Свободный стиль — выступление спортсмена под музыку. Стиль может быть спортивным с акробатическими элементами (например, элементами ушу), может быть в любом танцевальном стиле (быстром или медленном ритме), может быть традиционным в стиле тайцзицюань. Но в любом случае спортсмен за установленное время выступления должен показать в динамике искусство удержания мяча на ракетке при выполнении элементов и связок из всех четырех групп сложности (A, B, C, D). Выступление в обязательном порядке должно содержать выбросы мяча с ракетки и присоединение с использованием различных хватов. Оценивается хореография и общее впечатление (выход и уход с площадки, музыкальность, динамика). Для начинающих возможно использование элементов из первых двух групп сложности — А и В.

Судейство дисциплин фристайл с одной ракеткой и одним мячом, две ракетки и один мяч, две ракетки и два мяча проводят отдельно.

Тайцзи таолу (комплексы тайцзи) — отдельная номинация со своими критериями оценки выступления спортсмена. 

Автором стандартных форм тайцзи с ракеткой и мячом, утвержденных Китайской Ассоциацией ролибола, является Тон Бао Мин (англ. Tong Bao Min) — выпускник Пекинского университета ушу и национальный рефери по этому виду спорта.

Он соединил выполнение форм тайцзицюань (16, 24, 36, 48) с владением ракеткой и мячом. Также существуют комплексы этого стиля, которые имеют не номер, а название: Плывущие облака, Текущая вода и Созерцание Неба и Воды. Выполнение спортсменом комплекса требует определенного уровня владения искусством тайцзицюань (передвижение, знание и выполнение основных стоек, правильные позиции рук, следование основным принципам). Именно это и является критерием оценки выполнения формы спортсменом. Формы выполняются под утвержденную автором комплекса музыку.

## Инвентарь

### Ракетка
Размер ракетки: от 47 см до 54 см. 

Материал: пластик, алюминий — считаются устаревшими моделями. Современные ракетки выполнены из сложных композитных материалов с различной пропорцией примесей карбона, углеволокна и имеют меньший вес.

Поверхность ракетки: силиконовая мембрана. В современных ракетках мембрану можно сменить на новую при необходимости. Мембрана может иметь 4 уровня натяжения: от очень мягкой с провисом более 5 мм до жесткой без провиса — профессиональная тренерская ракетка. Провис мембраны соответствует уровню игрока и дисциплине ролибола.

Ракетки бывают детские (меньшего размера), взрослые — для фристайла длиной 47 см и для игры через сетку — 51 и 54 см.

### Мяч
Мячи для ролибола в качестве наполнителя содержат песок, что позволяет удерживать мяч на ракетке во время движения и создавать эффект «прилипания». Также благодаря этому свойству мяч не отскакивает от ракетки во время приема в игре, а дает возможность плавного присоединения к нему.

Первые мячи для ролибола были твёрдые, не надувные, для фристайла — фетровые, затем обтянутые кожей, затем из твёрдого пластика. После того как ролибол получил развитие и стал популярным среди здоровых людей, появилось игровое направление мультиплей, и в арсенал инвентаря был добавлен резиновый надувной мяч. В настоящее время как для игры мультиплей, так и для фристайла чаще всего используются резиновые мячи. Диаметр такого мяча около 65 мм, вес 50-55 г.

## Ролибол в мире
Наибольшее развитие и популярность ролибол получил в Китае, где на любительском уровне им занимаются несколько миллионов человек.

Начиная с 2012 года один раз в 2 года на родине основателя вида спорта в городе Цзиньчжу́н проводится международная Ассамблея по ролиболу, которая имеет статус неофициального чемпионата мира. В 2014 году в соревнованиях приняли участие представители 11, в 2016 — 13 стран.

В Европе наибольшее развитие ролибол имеет в Германии, Венгрии, России, Украине.

В Германии в городе Гамбург базируется Европейская ассоциация ТВВА, под эгидой которой раз в 2 года проводятся чемпионаты Европы по ролиболу. Первый чемпионат Европы прошел в 2006 году в городе Висбаден. В последующие годы чемпионаты проводились в Бонне, Берлине, Гамбурге (все — Германия) и Венло (Нидерланды).

В Венгрии принято собственное название вида спорта — «медибол» — и создана национальная Ассоциация медибола, которая 2 раза в год проводит чемпионат страны по этому виду спорта. Также существует большое количество клубов, которые развивают этот вид спорта на любительском уровне.

На Украине ролибол представлен одним клубом, который развивает его как оздоровительное направление.

В Латвии создана федерация ролибола, которая занимается его развитием в Риге на базе клуба единоборств.

Также в мире существуют иные наименования ролибола, берущие свои корни из китайской культуры: тайцзи жоулю цю, тайцзи байлун бол.

## Ролибол в России
В России действует один профессиональный спортивный ролибол клуб «Виртуоз» (г. Липецк и г. Санкт-Петербург), представители которого регулярно выступают на международных соревнованиях. В том числе дважды принимали участие на международной Ассамблее по ролиболу в Китае и завоевали несколько призовых мест.

Также существуют отдельные энтузиасты этого вида спорта, которые практикуют его как оздоровительное направление или средство активного отдыха.